# Menumorut
Menumorut o Menumorout (in bulgaro Меноморут?; in ungherese Ménmarót) (fl. X secolo) è stato il governatore delle terre tra i fiumi Mureș, Someș e Tibisco all'epoca della conquista ungherese del bacino dei Carpazi intorno al 900, secondo le Gesta Hungarorum, una cronaca magiara scritta dopo il 1150 da un autore anonimo, forse il notaio di Béla III.
Gli storici discutono sulla storicità o meno della persona, dal momento che le Gesta raccontano di più figure, tra cui Menumorut, che non sono identificate in altre fonti primarie e non nominano nessuno dei nemici degli invasori ungari di cui si parla in altri resoconti coevi all'invasione. Secondo l'anonimo, il ducato di Menumorut era popolato principalmente da cazari e siculi, e riconobbe la sovranità del regnante bizantino senza nome regnante attivo a quel tempo.
Nella storiografia rumena, il filone maggioritario descrive Menumorut come uno dei tre governanti rumeni che tentarono di resistere alla conquista magiara delle regioni intra-carpatiche dell'attuale Romania. Secondo le Gesta, gli ungari alla fine assediarono e conquistarono la fortezza di Menumorut a Biharia, costringendolo a dover presentare delle scuse ufficiali per le sue simpatie bulgare e ad offrire sua figlia in sposa a Zoltán, il figlio di Árpád, presunto Gran principe. La cronaca afferma che Menumorut morì intorno al 906 e gli successe il genero.

## Contesto storico

### Storia antica dei magiari

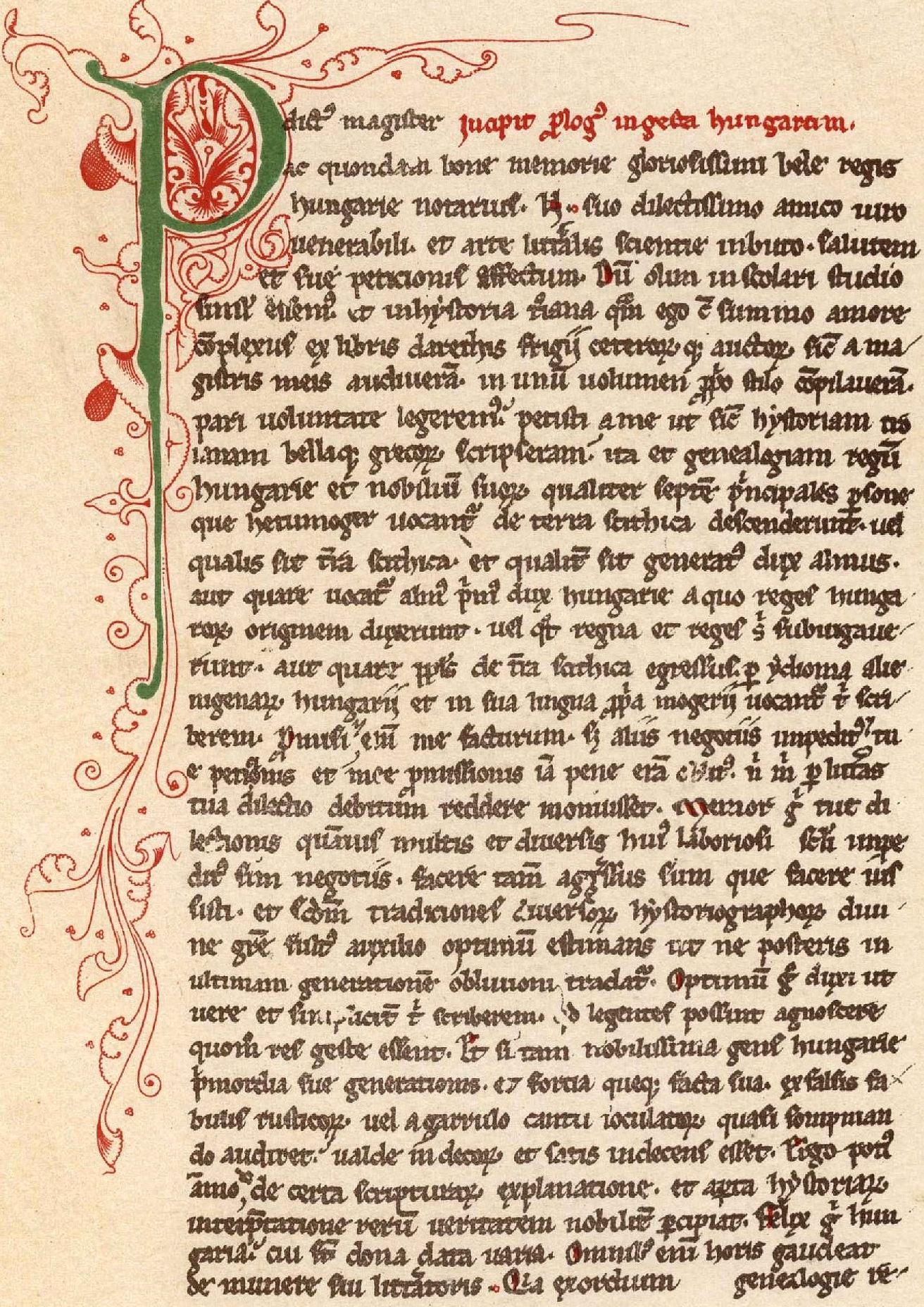
La prima pagina dell'unico manoscritto che conserva il testo della Gesta Hungarorum, l'unica cronaca che menziona Menumorut

La fonte più importante della storia antica dei magiari risulta un'opera conosciuta come De administrando imperio, redatta dall'imperatore bizantino Costantino VII Porfirogenito intorno al 952. Secondo l'imperatore, i magiari «vissero insieme» ai cazari «per tre anni e combatterono come alleati» al loro fianco per un tempo imprecisato. Il testo suggerisce che i magiari furono un tempo sottoposti al khaganato cazaro, potenza dominante delle terre tra i fiumi Dnepr e Volga, ma gli storici moderni discutono se la loro soggezione sia durata solo un paio d'anni, come afferma l'imperatore, o per un periodo più lungo. Nella stessa zona, tre o quattro varianti locali della cultura archeologica di Saltovo-Majaki, che rappresentava gruppi semi-nomadi, emersero nelle regioni occidentali della steppa eurasiatica nella seconda metà dell'VIII secolo.
I conflitti interni e gli attacchi delle tribù vicine causarono il declino del khaganato all'inizio del IX secolo. I magiari rientravano tra i popoli sottoposti all'autorità dei Cazari che abbandonarono l'entità politica in cui vivevano, stabilendosi nelle steppe pontiche a nord del mar Nero. Secondo l'imperatore Costantino VII, anche i Cabari, affini per etnia ai cazari, si ribellarono all'autorità centrale del khaganato, unendosi alle file dei magiari. Questo evento si verificò prima dell'881, perché in quell'anno i magiari e i Cabari invasero il Regno dei Franchi Orientali, stando a quanto narrato dalla versione estesa degli Annales iuvavenses. I magiari intervennero anche in una guerra tra Bulgaria e impero bizantino per conto di quest'ultimo nell'894 circa. I bulgari si allearono con i Peceneghi, che abitavano nelle terre a est degli Ungari, e insieme invasero le steppe del Ponto e sconfissero questi ultimi, costringendoli a trasferirsi nella pianura pannonica in cerca di una nuova patria.
La loro conquista del bacino dei Carpazi è il nucleo principale attorno a cui ruotano le Gesta Hungarorum. Le Gesta vennero elaborate dopo il 1150 da un autore non identificato, indicato con l'anonimo notaio di Béla III nelle opere degli studiosi moderni. Questi scrive principalmente delle battaglie dei magiari con sei governanti locali, incluso Menumorut, che non sono però nominati in altri annali e cronache. D'altro canto, l'anonimo non riferisce nulla su Svatopluk I di Moravia, Liutpoldo di Baviera e altri governanti locali le cui lotte con i conquistatori magiari furono descritte dalle fonti della fine del IX secolo o dell'inizio del X.

### Crișana alla vigilia della conquista ungara
I siti di sepoltura rinvenuti a Valea lui Mihai e altri siti lungo il fiume Ier contenenti resti di cavalli evidenziano come gli avari si stabilirono a Crișana poco dopo il loro arrivo nella pianura pannonica nel 567. Tuttavia, i reperti archeologici ritrovati in zona lasciano trapelare poche somiglianze a livello di artigianato. Il gruppo di tumuli più celebri della zona, i cosiddetti cimiteri "Nuşfalau-Someşeni", sono localizzati nelle terre confinanti con i cimiteri del tardo periodo avaro nell'VIII secolo. In contrasto con gli avari, che praticavano l'inumazione, le popolazioni che utilizzavano questi cimiteri cremavano i loro morti. I cimiteri "Nuşfalau-Someşeni" mostrano somiglianze con alcuni di quelli situati nei territori degli slavi orientali, ma vi sono anche oggetti simili agli esempi rinvenuti nelle terre popolate dagli slavi occidentali e supporti per cintura di epoca tardo-avara.
Il potere degli avari crollò dopo che Carlo Magno e i suoi comandanti lanciarono una serie di campagne contro le regioni occidentali del bacino dei Carpazi tra il 788 e l'803. Tuttavia, il gruppo etnico sopravvisse alla distruzione del loro impero: Regino di Prüm scrive che i magiari «vagarono per le terre selvagge dei Pannonici e degli Avari» per primi dopo la loro fuga dalle steppe pontiche. Secondo lo storico András Róna-Tas, queste «terre selvagge» degli avari (solitudo Avarorum) erano situate nelle pianure lungo i fiumi Tibisco e Danubio, compresa Crişana.
Il crollo del khaganato favorì la crescita della Grande Moravia, un'entità politica affermatasi grosso modo sul Medio Danubio. Svatopluk I di Moravia, che regnò dall'870 all'894, fu colui che più di tutti estese la sua autorità su una vasta regione. I domini di Svatopluk includevano, secondo lo storico Gyula Kristó, Crişana, poiché il riferimento dell'imperatore Costantino alla «non battezzata grande Moravia» descrive i fiumi Timiș, Mureș, Criș, Tibisco e Toutis come all'interno del suo territorio. L'archeologo Alexandru Madgearu rigetta la teoria di Kristó, perché nessun ritrovamento archeologico della fine del IX secolo prova l'influenza morava a Crişana.
I bulgari beneficiarono anche della caduta del khaganato avaro. Uno dei comandanti militari di Omurtag di Bulgaria annegò nel Tibisco, dimostrando che il sovrano appena menzionato, al potere dal 814 al 831, tentò di espandere la sua autorità verso questo fiume. I bulgari si allearono con i franchi e invasero la Moravia sia nell'863 che nell'883. Basandosi su fonti dell'870 circa, lo studioso persiano Gardēzī testimonia di due popoli, i nandarini e i mirdāt, le cui terre distavano dieci giorni di viaggio le une dalle altre. Gli storici István Bóna e György Györffy identificano i nandarini come bulgari (perché nándor era l'esonimo ungherese con cui si indicavano i bulgari), e i mirdāt come moravi. Se le loro identificazioni fossero valide, la distanza tra la Bulgaria e la Moravia era di circa 250-300 km nell'870 circa.

## Biografia

### Il ducato di Menumorut

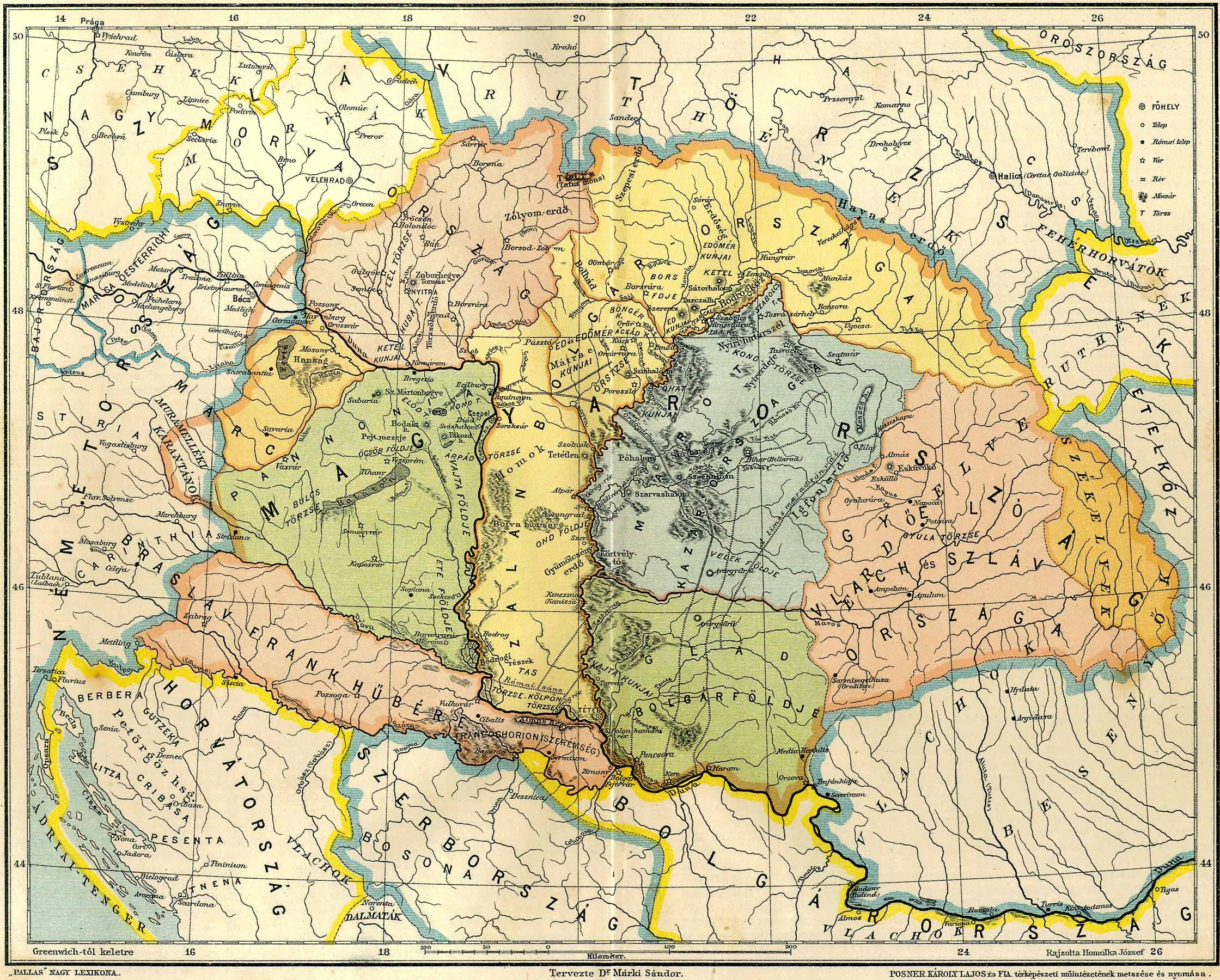
Il ducato di Menumorut (Kazárország o terra dei cazari) su una mappa ungherese (dal 1890) basata sulle Gesta Hungarorum

Secondo le Gesta Hungarorum, Menumorut governava un'area delimitata dai fiumi Tibisco, Mureș, Someș e il bosco di Igyfon al tempo dell'invasione dei magiari. L'anonimo scrive anche che «i popoli che si chiamano Kozár», identificati dagli storici come cazari, abitavano questo regno, insieme ai siculi. La fortezza principale di Menumorut si trovava a Biharia. In effetti, in tale località è stata trovata una fortezza altomedievale, tanto che alcuni storici, incluso Sălăgean, hanno confermato che si trattasse della capitale di Menumorut. Altri, per esempio Florin Curta, sostengono che nulla prova che la costruzione difensiva risalisse a un'epoca precedente al X secolo. L'anonimo testimonia che Menumorut era nipote di un certo «Principe Marót» (il cui nome derivava dall'antico esonimo ungherese per i moravi), che egli afferma fosse sovrano di Crișana ai tempi di Attila. Secondo le Gesta, Menumorut comunicava «con tono altezzoso e cuore bulgaro» con gli inviati dei magiari, informandoli che «l'imperatore di Costantinopoli» era il suo signore.
Le Gesta descrivono Menumorut come un poligamo, affermando che «aveva molte concubine». L'anonimo ha inoltre suggerito che il nome di Menumorut fosse collegato alla termine ungherese che sta per stallone (mén) a causa della sua natura di donnaiolo. A giudizio dello storico Neagu Djuvara, il nome di Menumorut è una versione ungherese di un nome proprio turco (forse proto-bulgaro).

### La conquista ungara
Secondo le Gesta Hungarorum, i magiari entrarono nella pianura pannonica attraverso i Carpazi settentrionali. Dopo aver conquistato la regione nord-orientale, il loro capo, il Gran principe Árpád, spedì due delegati, Ősbő e Velek, a Menumorut, chiedendo «la terra compresa tra il fiume Someș, il confine del Nyírség e i monti Meseş». Menumorut ricevette con calore gli inviati di Árpád, ma rifiutò di cedere, affermando che l'imperatore bizantino gli garantiva il dominio sul paese. Ősbő e Velek tornarono ad Árpád e lo informarono subito del rifiuto di Menumorut.
Secondo l'anonimo, Árpád ordinò a tre comandanti, Tas, Szabolcs e Tétény, di invadere il ducato di Menumorut. Attraversato il Tibisco «al guado di Lád», essi marciarono verso il Someș. Si fermarono in un luogo vicino al futuro villaggio di Szabolcs, dove «quasi ogni abitante locale si arrese di propria volontà»: questa circostanza spinse Menomorut a non lanciare un contrattacco, poiché sempre più suoi sudditi si sottomettevano ai capi magiari dando loro in ostaggio i propri figli. Su ordine di Szabolcs, fu costruita una fortezza che assunse la sua denominazione dal nome di chi la fece costruire. A quel punto, i tre comandanti ungari «nominarono tra gli abitanti della terra molti servitori di quel castello» e lo presidiarono con guerrieri magiari al comando di un tenente.
Dopo quanto accaduto fino ad allora, continua la narrazione, una divisione dell'esercito magiaro avanzò verso i monti Mezeş, comandata da Szabolcs e Tas, e occupò la fortezza di Satu Mare, mentre un secondo troncone, guidato da Tétény, «sottomise un gran numero di persone» nel Nyírség. Le due divisioni si ricongiunsero ai monti Mezeş, dove «la gente del posto costruì porte di pietra e una grande barriera composto da tronchi» in sintonia con gli ordini dei capi magiari di difendere i confini di quanto appena conquistato. L'anonimo sottolinea che i tre comandanti erano assai orgogliosi di «aver sottomesso quasi tutte le nazioni» del ducato di Menumorut. Tas e Szabolcs decisero di tornare ad Árpád, «sottomettendo l'intero popolo concentrato sulla strada dal fiume Someș al fiume Criș». Menumorut stava a questo punto pianificando di fuggire nell'impero bizantino, ma i suoi guerrieri impedirono a Szabolcs e Tas di attraversare il Criş a Szeghalom, costringendo così gli aggressori stranieri a ritirarsi temporaneamente.
Dopo la prima campagna contro Menumorut, i magiari combatterono con Salan (signore delle terre tra il Tibisco e il Danubio), con i boemi, e con Glad (signore del Banato), e si assicurarono la Pannonia. Árpád inviò ancora una volta Ősbő e Velek, alla testa di un nuovo esercito, contro le terre rimaste di Menumorut dopo la nascita di suo figlio, Zoltán. Ősbő e Velek attraversarono il Tibisco e si fermarono presso il fiume Kórógy, dove i siculi, «che in passato erano tra i popoli» sostenitori di Attila, si unirono secondo l'anonimo a loro volontariamente. I loro eserciti congiunti attraversarono il fiume Criş e si accamparono sulle rive di uno dei suoi tributari: il loro arrivo intimorì Menumorut, che lasciò «una schiera di guerrieri» a Biharia e «condusse se stesso, sua moglie e sua figlia al riparo nei boschi». Ősbő e Velek assediarono Biharia, che fu difesa da «guerrieri radunati da diverse terre», per dodici giorni: durante l'assedio, venti magiari, quindici guerrieri siculi e 125 soldati di Menumorut persero la vita. Il tredicesimo giorno, dopo che gli assedianti si erano preparati ad impiegare le scale per salire sulle mura, i difensori decisero di arrendersi e aprirono le porte della fortezza.
Essendo stato informato della caduta della sua capitale, Menumorut si arrese e accettò di concedere sua figlia in sposa a Zoltán. Árpád approvò quest'offerta, permettendo a Menumorut di continuare il suo governo su Biharia fino alla fine della sua vita. Árpád «cedette la contea di Zaránd» a Velek, mentre la fortezza di Veszprém a Ősbő, alla stregua di una ricompensa per i loro servizi prestati durante la guerra contro Menumorut. Quest'ultimo «morì senza avere un figlio» non molto prima del 907, lasciando «tutto il suo regno in pace» a suo genero, Zoltán.

## Giudizio storiografico
Menumorut è uno degli avversari dei conquistatori magiari menzionato solo nelle Gesta Hungarorum. Nella storiografia rumena, è considerato uno dei duchi valacchi o rumeni il cui ruolo indicato nelle Gesta dimostra l'esistenza di governatori romeni nel bacino carpatico a cavallo tra il IX e il X secolo. Gli storici Ioan-Aurel Pop e Tudor Sălăgean scrivono che rumeni e slavi (e forse avari) abitavano il ducato di Menumorut, così come i cazari e i siculi che l'anonimo cita esplicitamente. Un altro capitolo delle Gesta elenca gli «Slavi, Bulgari, Valacchi e i pastores Pannorum», ovvero le popolazioni pannoniche romanizzate, tra i popoli che abitano il bacino carpatico intorno al 900. I due storici concordano anche sul fatto che Menumorut accettò la sovranità dell'imperatore bizantino. Pop scrive che le campagne bizantine di successo in Asia Minore e Italia meridionale mostrano che gli imperatori della dinastia macedone desideravano restaurare l'impero romano tra la fine del IX e l'inizio del X secolo. Le Gesta si riferiscono anche ad un intervento bizantino per conto di Salan contro i magiari nel bacino dei Carpazi. D'altra parte, Victor Spinei afferma che qualsiasi legame politico tra Menumorut e gli imperatori romei era impossibile alla fine del IX secolo e che l'osservazione dell'anonimo sulla sottomissione di Menumorut a Costantinopoli dovrebbe invece essere interpretata come un riferimento alla fede ortodossa del rumeno. Stando a Sălăgean, Menumorut era «probabilmente un cristiano», anche se le Gesta lo descrivono come un poligamo. Inoltre, sempre per lo stesso autore, l'assemblea generale tenutasi per sette contee situata tra il Someș, il Tibisco e i monti Mezeş nel 1279 «ha fatto rivivere l'antica struttura» della terra natia di Menumorut. Kristó osserva che non esistevano gruppi regionali stabili di contee, perché la successiva assemblea generale della stessa regione si tenne solo per cinque di esse nel 1291. Invece di identificare Menumorut come un sovrano rumeno, lo storico Kevin Alan Brook ha segnalato che Menumorut era un sovrano cabaro e apparteneva a una dinastia fondata da suo nonno, Morut.
Molti storici discutono sull'attendibilità dei resoconti delle Gesta riguardanti Menumorut e gli altri oppositori dei Magiari che non sono nominati in altre fonti primarie. Kristó commenta ritenendo che l'anonimo, il quale aveva poche informazioni sulle reali condizioni del bacino dei Carpazi intorno al 900, non poteva non rivolgersi «a un elemento che ha condizionato la storia della conquista ungherese: la sua immaginazione». György Györffy afferma che Menumorut era una delle figure inventate dall'autore e che il nome era stato ripreso da un toponimo. L'esistenza di due villaggi chiamati «casa di Morut» (in ungherese Marótlaka) e di una tribù di nome Morut localizzata nel comitato di Bihar nel XIII secolo è ben documentata, circostanza la quale dimostra almeno un Morut si era stabilito in questa regione. Carlile Aylmer Macartney scrive che la maggioranza dei eventi citati dalle Gesta connessi a Menumorut costituiscono «una semplice ripetizione, con delle varianti» della storia di Salan presente nella stessa cronaca. Ciò dimostrerebbe che l'anonimo «aveva poco materiale su cui lavorare» quando scriveva di Menumorut. Lo storico Ryszard Grzesik dice che Menumorut «non è mai esistito e non ha mai governato sul Bihar», ma «non era una personaggio fittizio». A giudizio di Grzesik, il nome di Menumorut deriva dall'aggettivo turco ménü ("grande") e dall'esonimo ungherese con cui si indicavano i moravi, marót: pertanto, Menumorut andrebbe avvicinato a Svatopluk I di Moravia.

### Fonti primarie
- Anonimo notaio di re Béla, Gesta Hungarorum, traduzione di Martyn Rady e László Veszprémy, CEU Press, 2010, ISBN 978-963-9776-95-1.
- (EN) Costantino Porfirogenito, De administrando imperio, a cura di Gyula Moravcsik, traduzione di Romillyi J. H. Jenkins, Dumbarton Oaks Center for Byzantine Studies, 1967, ISBN 0-88402-021-5.
- (LA) Regino di Prüm, Chronicon cum continuatione Treverenst, 1978.

### Fonti secondarie
- (EN) Paul M. Barford, The Early Slavs: Culture and Society in Early Medieval Eastern Europe, Itaca, Cornell University Press, 2001, ISBN 0801439779.
- (EN) Lucian Boia, History and Myth in Romanian Consciousness, Central European University Press, 2001, ISBN 963-9116-96-3.
- (EN) István Bóna, The Hungarian–Slav Period (895-1172), in History of Transylvania, Akadémiai Kiadó, 1994,  pp. 109-177, ISBN 963-05-6703-2.
- (EN) Kevin Alan Brook, The Jews of Khazaria, Rowman & Littlefield, 2006, ISBN 978-0-7425-4982-1.
- (EN) Florin Curta, Transylvania around A.D 1000, in Europe around the Year 1000, Wydawn, 2001,  pp. 141-165, ISBN 83-7181-211-6.
- (EN) Neagu Djuvara, A Concise History of Romanians, Cross Meridian, 2012, ISBN 978-1-4781-3204-2.
- (EN) Pál Engel, The Realm of St Stephen: A History of Medieval Hungary, 895-1526, I.B. Tauris Publishers, 2001, ISBN 1-86064-061-3.
- (HU) Erwin Gáll, Az Erdélyi-medence, a Partium és a Bánság 10-11. századi temetői [Cimiteri del X-XI secolo dal bacino transilvano, il Partium e il Banato], Szegedi Tudományegyetem Régészeti Tanszéke, Magyar Nemzeti Múzeum, Magyar Tudományos Akadémia Bölcsészettudományi Kutatóközpont Régészeti Intézet, ISBN 978-963-306-197-8.
- (EN) Vlad Georgescu, The Romanians: A History, Ohio State University Press, 1991, ISBN 0-8142-0511-9.
- (EN) Ryszard Grzesik, Blasi and Pastores Romanorum in the Gesta Hungarorum by an Anonymous Notary, in Res Historica, vol. 41, n. 11, 2016,  pp. 28-29, DOI:10.17951/rh.2016.0.25, ISSN 2082-6060 (WC · ACNP).
- (HU) György Györffy, Anonymus: Rejtély vagy történeti forrás [Anonimo: Un Enigma o una Fonte storica], Akadémiai Kiadó, 1988, ISBN 963-05-4868-2.
- (EN) Gyula Kristó, Hungarian History in the Ninth Century, Szegedi Középkorász Műhely, 1996, ISBN 978-1-4039-6929-3.
- Gyula Kristó, Early Transylvania (895-1324), Lucidus Kiadó, 2003, ISBN 963-9465-12-7.
- (HU) Gyula Kristó, Pál Engel e Ferenc Makk, Ménmarót, in Korai magyar történeti lexikon (9-14. század) [Enciclopedia dell'Antica Storia Ungherese (IX-XIV secolo)], Akadémiai Kiadó, 1994,  p. 451, ISBN 963-05-6722-9.
- (EN) C.A. Macartney, The Medieval Hungarian Historians: A Critical & Analytical Guide, Cambridge University Press, ISBN 978-0-521-08051-4.
- (EN) C.A. Macartney, The Magyars in the Ninth Century, Cambridge University Press, 1968, ISBN 978-0-521-08070-5.
- (EN) Alexandru Madgearu, The Romanians in the Anonymous Gesta Hungarorum: Truth and Fiction, Romanian Cultural Institute, Center for Transylvanian Studies, 2005, ISBN 973-7784-01-4.
- (EN) Ioan Aurel Pop, Romanians and Hungarians from the 9th to the 14th Century: The Genesis of the Transylvanian Medieval State, Centrul de Studii Transilvane, Fundaţia Culturală Română, 1996, ISBN 973-577-037-7.
- (EN) András Róna-Tas, Hungarians and Europe in the Early Middle Ages: An Introduction to Early Hungarian History, CEU Press, 1999, ISBN 978-963-9116-48-1.
- (EN) Tudor Sălăgean, Romanian Society in the Early Middle Ages (9th-14th Centuries AD), in History of Romania: Compendium, Romanian Cultural Institute (Center for Transylvanian Studies), 2005,  pp. 133-207, ISBN 978-973-7784-12-4.
- (EN) Tudor Sălăgean, Transylvania in the Second Half of the Thirteenth Century: The Rise of the Congregational System, BRILL, 2016, ISBN 978-90-04-24362-0.
- (EN) Victor Spinei, The Great Migrations in the East and South East of Europe from the Ninth to the Thirteenth Century, 2003, ISBN 978-973-85894-5-2.
- (EN) Victor Spinei, The Romanians and the Turkic Nomads North of the Danube Delta from the Tenth to the Mid-Thirteenth Century, Brill, 2009, ISBN 978-90-04-17536-5.